# Kameanuvatka, Novomîrhorod
Kameanuvatka (în ucraineană Кам`януватка) este un sat în comuna Iosîpivka din raionul Novomîrhorod, regiunea Kirovohrad, Ucraina.

## Demografie
Componența lingvistică a localității Kameanuvatka
     Ucraineană (97,47%)
     Română (1,69%)
     Alte limbi (0,84%)
Conform recensământului din 2001, majoritatea populației localității Kameanuvatka era vorbitoare de ucraineană (97,47%), existând în minoritate și vorbitori de română (1,69%).